# Тростинська Раїса Іванівна
Раї́са Іва́нівна Трости́нська (хорв. Rajisa Ivanivna Trostinska; 25 жовтня 1939, Ковалиха, нині Черкаського району, Черкаської області — 14 грудня 2016, Загреб, Хорватія) — працівник кафедри української мови і літератури філософського факультету, Загребський університет.

## Життєпис
Р. І. Тростинська народилася 23 жовтня 1939 року у селі Ковалиха на Черкащині. 1961 року вона закінчила Харківський державний університет імені О. М. Горького за спеціальністю «Українська та російська мова і література». Після закінчення університету понад десять років Р. І. Тростинська працювала в школі вчителькою та завучем, a з 1974 року — на кафедрі української мови філологічного факультету Харківського державного університету імені О. М. Горького.
Викладати в Загребі почала як член кафедри Харківського національного університету, кандидат філологічних наук.
Написала підручники:
- «Хорватськосербська мова. Навчальні матеріали», видано ХДУ, 1990.
- «Українська — хорватська: фонологічні, морфонологічні, морфологічні проблеми», «Вісник Львівського університету», 2007.

## Нагороди
- Відзнака Президента України — ювілейна медаль «25 років незалежності України» (22 серпня 2016) — за вагомий особистий внесок у зміцнення міжнародного авторитету Української держави, популяризацію її історичної спадщини і сучасних надбань та з нагоди 25-ї річниці незалежності України[1]